# Cine-i criminalul?
Cine-i criminalul? (titlul original: în rusă Государственный преступник, transliterat: Gosudarstvennâi prestupnik) este un film dramatic sovietic, realizat în 1964 de regizorul Nikolai Rozanțev, protagoniști fiind actorii Aleksandr Demianenko, Alina Pokrovskaia, Serghei Lukianov și Pavel Kadocinikov.

## Rezumat
Într-un orășel sudic al anilor 1960, criminalul de război Berg, fostul șef al Sonderkommando-ului care a activat aici în timpul războiului, este judecat. Berg însuși nu este la proces, el este judecat în lipsă. Unul dintre principalii martori, un fost rezident al acestui oraș și medic militar, Nina Semionova, care și-a pierdut vederea, amintește de asemenea publicului prezent de Yuri Zolotițki, care a venit aici chiar la începutul războiului și și-a oferit de bunăvoie serviciile de polițist, germanilor. 
Zolotitsky a comis crime monstruoase, necruțând nici bătrânii, nici femeile, nici copiii. Semionova povestește despre întâlnirea ei întâmplătoare cu el în spitalul din satul Marinsk în 1944. Acest fapt necunoscut anterior devine punctul de plecare pentru o nouă investigație care duce la descoperiri neașteptate...

## Distribuție
- Aleksandr Demianenko – Andrei Polikanov, anchetator KGB
- Alina Pokrovskaia – Maia Saranțeva-Cernîșova
- Serghei Lukianov – Zolotițki / Aleksandr Emelianovici Cernîșov
- Pavel Kadocinikov – Aleksei Basov, șeful departamentului securității statului
- Klara Luciko – Nina Semionova, mareșal
- Oleg Jakov – Leonid Ivanovici, vecinul lui Cernîșov, filatelist
- Valeri Nikitenko – Lev Kuzmin, angajat KGB în Leningrad
- Bruno Freindlich – Viktor Kulikov-Dore, artist de circ
- Aleksandr Mombeli – Serghei Utehin
- Nelli Korneva – Ninel Zolotițkaia, soția lui Viktor Kulikov-Dore
- Oksana Lukianova – Tatiana Semionova, fiica Ninei Semionova
- Stepan Krîlov – Vasili Ivanovici, invalid de război
- Ianis Kubilis – angajat KGB în Riga
- Antonina Pavlîceva – Anna Șelkova, soția defunctului comandant al detașamentului de partizani
- Valdis Zanberg – Maris, ofițer KGB din Riga
- Evgheni Barkov – un client la restaurant
- Vizma Klint – Inta, ofițer KGB din Riga
- Nikolai Kuzmin – Nikolai Maksimovici, angajat al aeroportului

## Lansare
A fost lansat în anul 1965 și a avut parte de mare succes comercial, fiind vizionat de 39,4 milioane de spectatori în cinematografele din Uniunea Sovietică.